# Champion's World Class Soccer
Champion's World Class Soccer est un jeu vidéo de football sorti en 1994 sur Mega Drive et Super Nintendo. Le jeu a été développé par Park Place Productions et sur Mega Drive par Flying Edge et édité par Acclaim Entertainment.